# Harter Fell, Cumberland

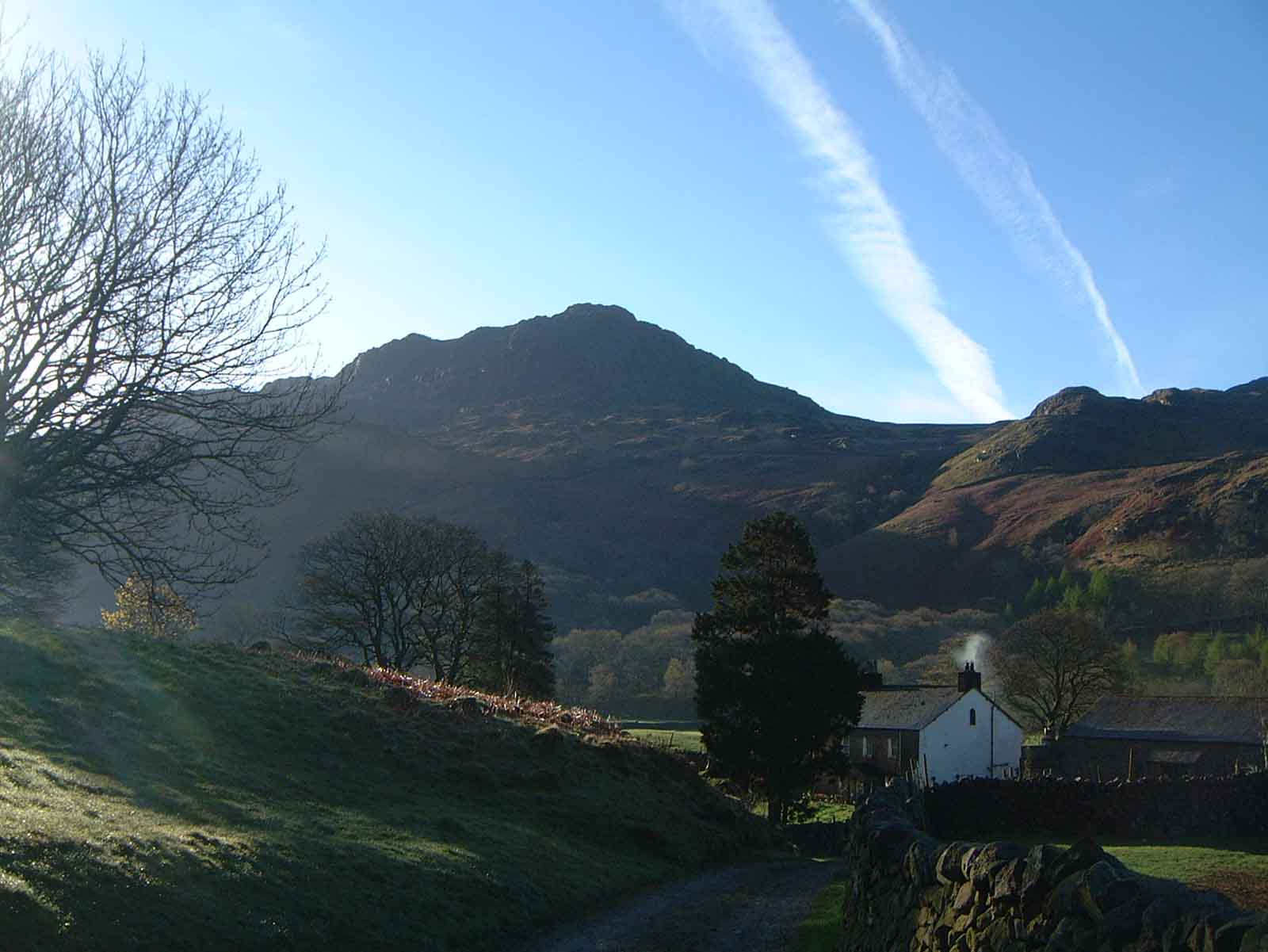
Harter Fell

Harter Fell är ett berg i Lake District National Park i Cumbria, England. Berget har en högsta topp på 649 meter över havet och ligger mellan Eskdale- och Duddondalarna, där det finns flera vägar upp till toppen.